# EA 스포츠 FC
EA 스포츠 FC(EA Sports FC)는 EA 밴쿠버와 EA 루마니아에서 개발하고 EA 스포츠에서 배급하는 축구 비디오 게임 시리즈다. EA와 국제 축구 연맹의 라이선스 계약 종료에 따라 중단된 이전 FIFA 시리즈의 직접적인 후속작이며, EA 스포츠의 축구 시뮬레이션 게임의 연속성을 잇고 있다.
시리즈의 첫 번째 주요 작품인 EA 스포츠 FC 24는 얼티밋 에디션 사용자를 위한 일주일간의 사전 체험 기간을 거쳐 2023년 9월 29일에 출시되었다. 또한 FIFA 온라인 4는 2023년 9월 22일에 FC 온라인으로 업데이트되었고, FIFA 모바일은 2023년 9월 26일에 전 세계적으로 FC 모바일로 업데이트되었다. 시리즈의 두 번째 주요 작품인 EA 스포츠 FC 25는 2024년 9월 27일에 출시되었으며, 얼티밋 에디션은 9월 20일에 일주일 먼저 출시되었다. 얼티밋 에디션 게임에는 FC 포인트, 얼리 액세스, 선수 등 게임 내 보너스가 포함되어 있다.

## 역사
2022년 5월 10일, EA 스포츠와 국제 축구 연맹은 FIFA 23의 출시를 위해 1년간 연장된 후 2022년 12월 31일에 장기 라이선스 계약이 종료될 것이라고 발표했다. 같은 날 EA 스포츠의 FIFA 비디오 게임 시리즈가 2023년에 EA 스포츠 FC라는 이름으로 리브랜딩될 것이라고 발표되었다.
리브랜딩에도 불구하고, 프랜차이즈는 FIFA 23에서 19,000명 이상의 선수, 700개의 팀, 100개의 경기장 및 30개의 리그에 대한 라이선스를 유지했다.

## 게임
| 2016 | FC 모바일                             |
| 2017 |                                       |
| 2018 | FC 온라인                             |
| 2019 |                                       |
| 2020 |                                       |
| 2021 |                                       |
| 2022 |                                       |
| 2023 | EA 스포츠 FC 24                       |
| 2024 | EA Sports FC Tactical EA 스포츠 FC 25 |

### 주요 작품

#### EA 스포츠 FC 24
- 슬로건: Welcome To The Club
- 표지 선수: 엘링 홀란 (스탠다드 및 얼티밋 에디션), 알렉산데르 이사크, 셀마 바샤, 알렉시아 푸테야스, 버질 판 데이크, 손흥민, 트리니티 로드먼, 페데리코 키에사, 엔소 페르난데스, 주드 벨링엄, 데이비드 베컴, 비니시우스 주니오르, 샘 커, 리아 윌리엄슨, 마르키뉴스, 유수파 무코코, 요한 크라위프, 앨릭스 스콧, 호나우지뉴, 알렉산드라 포프, 후안 로만 리켈메, 디디에 드로그바, 레이시 산토스, 마르타, 미아 햄, 마커스 래시퍼드, 루디 푈러, 펠레, 지네딘 지단, 부카요 사카, 안드레아 피를로 (얼티밋 에디션)
- 출시 플랫폼: 닌텐도 스위치, 플레이스테이션 4, 플레이스테이션 5, 엑스박스 시리즈 X/S, 윈도우
- 출시일: 2023년 9월 29일

EA 스포츠 FC 시리즈의 첫 번째 주요 작품인 EA 스포츠 FC 24는 FIFA 23의 게임 모드와 주요 클럽, 리그, 선수 및 경기장에 대한 라이선스를 유지한다. 새로운 라이선스에는 스페인의 리가 F와 독일의 프라우엔-분데스리가가 포함되며, 프랑스 풋볼의 발롱도르 상에 대한 공식 라이선스도 추가되었다. 크로스 플레이는 클럽 및 볼타 축구를 포함한 모든 게임 모드로 확장되었다. 이 게임은 플레이어가 FIFA 23에서 Ultimate Team 진행 상황을 이전할 수 있도록 허용하며, FIFA 포인트를 FC 포인트로 전환할 수 있도록 한다. 또한 여성 선수가 Ultimate Team에 추가되어 남성 선수와 함께 플레이할 수 있다.

#### EA 스포츠 FC 25
- 슬로건: For The Club
- 표지 선수: 주드 벨링엄 (스탠다드 및 얼티밋 에디션), 잔루이지 부폰, 아이타나 본마티, 지네딘 지단, 데이비드 베컴 (얼티밋 에디션)
- 출시 플랫폼: 닌텐도 스위치, 플레이스테이션 4, 플레이스테이션 5, 엑스박스 시리즈 X/S, 윈도우
- 출시일: 2024년 9월 27일

### 기타 작품

#### FC 모바일
- 표지 선수: 비니시우스 주니오르 (2023년 9월 26일 – 2024년), 엘링 홀란 (2024년), 주드 벨링엄 (2025년)
- 출시 플랫폼: IOS, 안드로이드
- 출시일: 2023년 9월 26일

2023년, EA 스포츠 FC 모바일은 2023년 9월 26일 EA 스포츠 FC 모바일 24 출시와 함께 FIFA 모바일 게임 시리즈의 후속작이 되었다. EA와 FIFA의 분할 이후, 기능에는 지역 간 플레이, 파워 슛, 새로운 스킬, 글로벌 시장의 부활, 새로운 관전자 모드, 그리고 새로운 UEFA 챔피언스리그 토너먼트 모드가 포함되었다. FC 모바일은 또한 처음으로 라이브 이벤트로 코파 리베르타도레스를 포함했다.

#### FC 온라인
- 표지 선수: 엘링 홀란, 주드 벨링엄, 킬리안 음바페, 비니시우스 주니오르, 페데리코 키에사, 엔소 페르난데스, 버질 판 데이크, 손흥민 (2023년 9월 22일 - 현재)
- 출시 플랫폼: 윈도우
- 출시일: 2023년 9월 22일

2023년 9월 22일, FIFA 온라인 4는 EA와 FIFA의 분할 이후 EA 스포츠 FC 온라인으로 이름이 변경되었다. 이 게임은 아시아 시장을 위한 EA 스포츠 FC의 온라인 부분 유료화 버전이다. 이 게임은 메인 시리즈와 유사하게 2대2 또는 3대3 경기를 포함하여 정기적인 경기를 플레이할 수 있으며, 다른 게임에서 볼 수 있는 Ultimate Team 기능도 있다. 이 게임은 시장에서 선수를 구매하고 아이템 구매를 통해 스탯을 쌓는 기능을 제공한다. FC 온라인은 하우스 룰 및 볼타 라이브와 같이 전통적인 FC 게임과 유사한 몇 가지 게임 모드를 제공한다.

#### EA 스포츠 FC 택티컬
- 표지 선수: 손흥민
- 출시 플랫폼: IOS, 안드로이드
- 출시일: 2024년 5월 22일 (홍콩, 마카오, 대만, 싱가포르, 말레이시아, 태국 및 인도네시아).[6]

EA 스포츠 FC 택티컬은 클럽 게임에서 개발하고 EA 스포츠에서 배급하는 턴제 축구 모바일 게임이다. 이 게임의 게임 플레이는 캡틴 츠바사 드림 팀과 매우 유사했다.